# Анцелович Наум Маркович
Наум Маркович Анцелович (7 (19) квітня 1888, місто Санкт-Петербург — 15 вересня 1952, Москва) — радянський державний та профспілковий діяч, народний комісар лісової промисловості СРСР. Член ЦВК СРСР 1-6 скликань. Депутат Верховної Ради СРСР 1-го скликання. Кандидат у члени ЦК ВКП(б) в грудні 1927 — січні 1934 року. Член президії Центральної Контрольної Комісії ВКП(б) в лютому 1932 — січні 1934 року. Член Комісії радянського контролю при РНК СРСР у лютому 1934 — березні 1939 року. Член ЦК ВКП(б) у березні 1939 — лютому 1941 року.

## Біографія
Народився в єврейській родині столяра, власника кустарної шпалерної майстерні. У 1900 році закінчив два класи ремісничої школи, у 1905 році закінчив чотири класи середньої школи в Санкт-Петербурзі.
З жовтня 1905 по травень 1906 року — підручний, учень електромеханічної майстерні Шустера в Пісках біля Санкт-Петербурга.
У листопаді 1905 року вступив до лав РСДРП(б).
У травні — грудні 1906 року — помічник машиніста електростанції паперової фабрики в Усть-Іжорі.
З грудня 1906 по червень 1907 року перебував у в'язниці «Хрести» в Санкт-Петербурзі через революційну діяльність.
У червні — грудні 1907 року — помічник машиніста електростанції акціонерного товариства «Геліос» в Лісному біля Санкт-Петербурга.
З липня по листопад 1908 року перебував на підпільній більшовицькій роботі в Санкт-Петербурзі, висланий із міста.
У листопаді 1908 — вересні 1909 року — монтер лісопильного заводу в місті Катеринославі.
У вересні 1909 — серпні 1911 року — технік і монтер на будівництві трамвайної лінії та підстанції, машиніст приміської електростанції в районі вулиці Велика Фонтанка в Одесі.
У 1911 році закінчив три класи приватної середньої електротехнічної школи Годзяцького в Одесі, здобув професію електромонтера.
З серпня по грудень 1911 року перебував у в'язниці міста Одеси за революційну діяльність. З грудня 1911 по вересень 1913 року — на засланні в місті Великий Устюг, працював старшим монтером на будівництві телефонної станції.
У жовтні 1913 — вересні 1914 року — монтер-встановлювач, помічник монтера на монтажних роботах з мережі та установок від Петроградських фірм «Геліос» і «Сіменс-Шуккерт» у Петрограді.
У жовтні 1914 — травні 1915 року — технік страхового товариства в Одесі.
У червні — грудні 1915 року — монтер на контролі фірми «Геліос» у Петрограді.
З грудня 1915 по червень 1916 року перебував у в'язниці Санкт-Петербурга через революційну діяльність, засланий до Іркутської губернії.
У червні 1916 — травні 1917 року — електротехнік-машиніст Новоніколаєвського машинобудівного заводу і електростанції в селі Братське Нижньоудинського повіту Іркутської губернії.
З квітня по жовтень 1917 року — член виконавчого комітету Петроградської ради професійних спілок і голова Спілки робітників-електриків у Петрограді.
З жовтня по грудень 1917 року — член Петроградського військово-революційного комітету і комісар установ інтендантства.
З січня 1918 по серпень 1919 року — член президії та голова Петроградської міської ради профспілок, член бюро Петроградського міського комітету РКП(б) та член президії виконавчого комітету Петроградської ради.
З вересня по грудень 1919 року служив заступником начальника політичного відділу Революційної військової ради Південного фронту в місті Серпухові.
З січня по липень 1920 року — голова Петроградської губернської ради професійних спілок. У серпні — жовтні 1920 року — секретар закордонної делегації профспілок РРФСР на конгресі тред-юніонів у Великій Британії. У жовтні 1920 — травні 1922 року — голова Петроградської губернської ради професійних спілок, член Комітету оборони Петрограда.
У травні 1922 — липні 1923 року — голова Середньоєвропейського бюро Всесвітнього Інтернаціоналу профспілок (Профінтерну), працював у німеччині, Чехословаччині та Норвегії.
У серпні 1923 — вересні 1930 року — голова ЦК та секретар профспілки робітників землі та лісу (Всеробітземлісу). З 24 грудня 1928 по грудень 1931 року — член президії ВЦРПС.
З 27 січня по 19 грудня 1931 року — секретар ВЦРПС.
З жовтня 1931 по лютий 1934 року — заступник народного комісара робітничо-селянської інспекції СРСР, та одночасно з лютого 1932 по січень 1934 року був членом Президії ЦКК ВКП(б).
З березня 1934 по квітень 1935 року працював уповноваженим Комісії радянського контролю при РНК СРСР по Горьковському краю, а з квітня 1935 по травень 1937 року — уповноваженим Комісії радянського контролю при РНК СРСР по місту Ленінграду і Ленінградській області.
З травня 1937 по березень 1939 року — член Бюро Комісії радянського контролю при РНК СРСР. Одночасно з березня по жовтень 1938 року — заступник голови Комісії радянського контролю при РНК СРСР.
29 жовтня 1938 року був призначений на посаду народного комісара лісової промисловості СРСР. Наркомат не справлявся із лісозаготівлями, що здійснювалися ГУЛАГом, через що 27 квітня 1940 року Наум Анцелович був знятий із посади, а у лютому 1941 року на XVIII партійній конференції був виведений зі складу ЦК ВКП(б).
З травня 1940 по червень 1941 року працював завідувачем культурно-масового відділу та заступником завідувача відділу охорони праці ВЦРПС.
З червня 1941 року — в Червоній армії. З серпня 1941 року працював уповноваженим Військової ради Московського військового округу і комітету оборони Москви на заводах оборонної промисловості. З жовтня по грудень 1941 року — заступник начальника політичного відділу Північно-Західної групи військ оборони міста Москви, батальйонний комісар. З грудня 1941 по січень 1942 року — заступник начальника політичного відділу 3-ї Московської комуністичної дивізії, уповноважений, старший інструктор політичного управління Московського військового округу. У травні — липні 1942 року — старший інструктор із пропаганди і агітації, в липні 1942 — квітні 1943 року — заступник начальника політичного відділу 130-ї стрілецької дивізії, заступник начальника політичного відділу 53-ї гвардійської стрілецької дивізії на Північно-Західному фронті, був важко поранений і контужений. У травні 1943 — червні 1945 року — заступник начальника політичного відділу 44-го стрілецького корпусу на Північно-Західному, 2-му Прибалтійському і 3-му Білоруському фронтах, гвардії підполковник. З червня по жовтень 1945 року перебував у резерві Головного політичного управління РСЧА.
З листопада 1945 по квітень 1948 року працював заступником народного комісара (міністра) торгівлі РРФСР.
З квітня 1948 по 1949 рік — директор дослідно-показового Монзенського ліспромгоспу на станції Вохтонга.
З 1949 по вересень 1950 року — директор Московського глісерного заводу № 42 Міністерства лісової та паперової промисловості СРСР.
З жовтня 1950 року — персональний пенсіонер союзного значення в Москві, директор Московського меблевого заводу.
Помер 15 вересня 1952 року в Москві. Похований на Новодівочому кладовищі.

## Нагороди
- орден Червоного Прапора
- орден Вітчизняної війни ІІ ступеня
- орден Червоної Зірки
- медалі